# Paul-Ausserleitner-backen

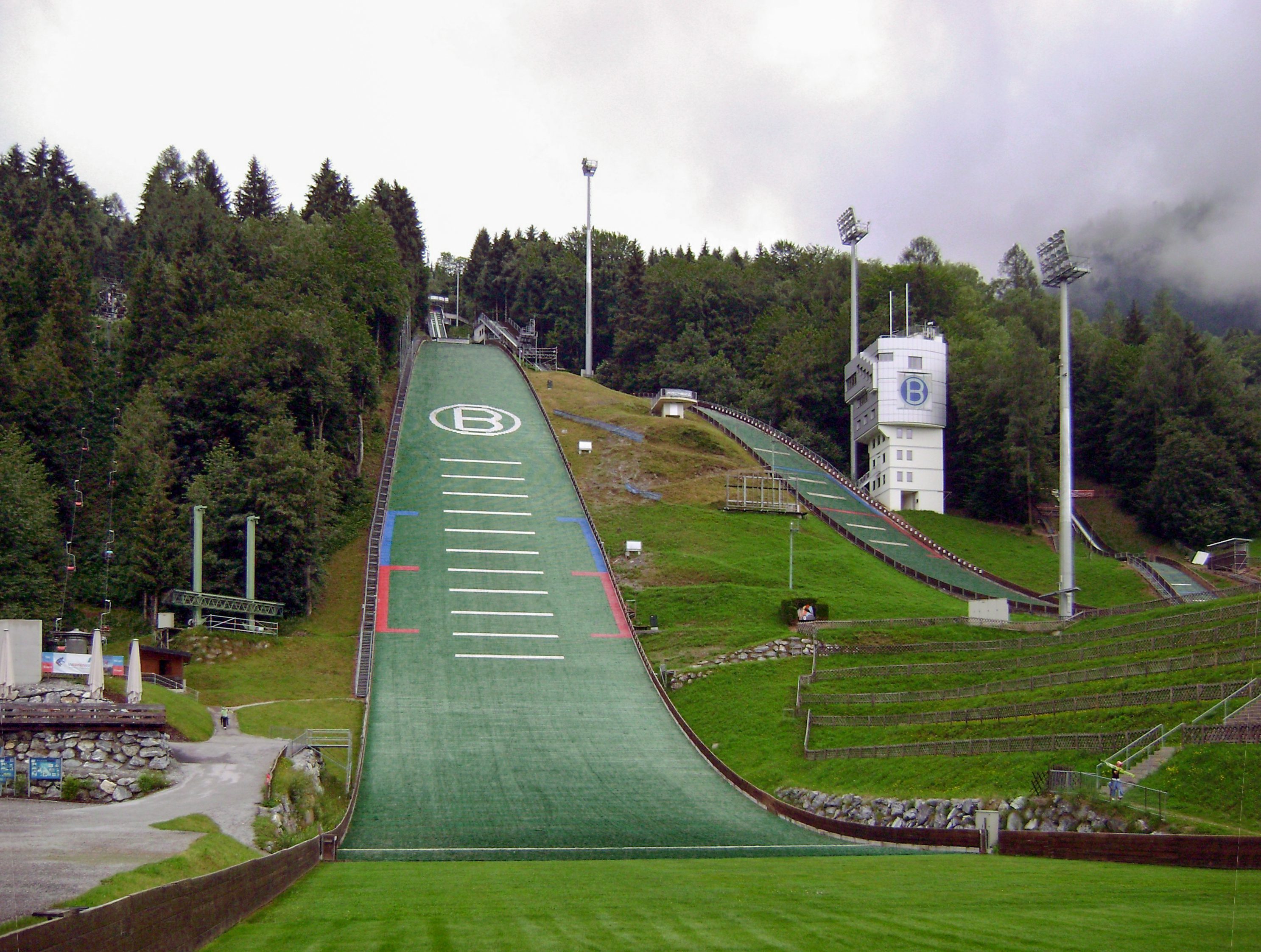
Paul-Ausserleitner-Schanze, juli 2009.

Paul-Ausserleitner-Schanze (svenska: Paul Ausserleitner-backen) är en hoppbacke i Bischofshofen i delstaten Salzburg, Österrike. Den är den största hoppbacken som används i Tysk-österrikiska backhopparveckan och den näst största i Österrike efter Kulm i Bad Mitterndorf. Backen har namn efter den lokala idrottsmannen Paul Ausserleitner som 5 januari 1952 föll och skadade sig så svårt att han omkom av skadorna 9 januari. Paul Aussleitner-backen är en del av Sepp-Bradl-Stadion. Den har fått namnet efter sammanlagtsegraren i allra första backhopparveckan (1953), Sepp Bradl.

## Historia
Första naturbacken i området byggdes 1941. Stora backen som fick smeknamnet "Hochkönig-Schanze" (Hochkönig-backen) byggdes 1947 och ligger vid Laideregg på västsidan av Bischofshofen. Under öppningstävlingen hade Sepp Bradl, som tävlade för SC Bischofshofen, längsta hoppet (86 meter). Sepp Bradl hoppade 107,5 meter i backen 1950. Sedan (1951 och 1952) blev backens storlek något förminskat efter krav från FIS. Ny backrekord satts inte för 1976 då Toni Innauer, Österrike, hoppade 108 meter.
Tysk-österrikiska backhopparveckan, som avvecklades första gången 1953, brukar avslutas i Paul Aussleitner-backen trettondedagen (tyska: Dreikönigstag), 6 januari. Några dagar efter backhopparveckan brukar kontinentalcupen (COC) arrangeras här.
Backen är ombyggd och utvidgad flera gånger, 1962, 1982 (krav från FIS) och 1991 (utökad storlek). Den sista större ombyggnaden gjordes 2003. Backen har som kritisk punkt 125 meter (K125) och backstorleken, (Hill Size), är 140 meter (HS140).
Då Skid-VM ägde rum i Ramsau am Dachstein i Österrike 19-28 februari 1999 arrangerades backhoppstävlingarna i stora backen i Paul Aussleitner-Schanze. I individuella tävlingen i stora backen tog Tyskland en dubbel då Martin Schmitt vann före Sven Hannawald. I lagtävlingen vann Tyskland (trots två fall) före Japan och Österrike.

## Backrekord
Officiellt backrekord (på snö, satt i tävling) är 143 meter, satt av Daiki Itō (Japan) 6 januari 2005. Gregor Schlierenzauer (Österrike) hoppade 145 meter i kvalificeringen till världscuptävlingen 5 januari 2008.  Backrekordet på plast är 143,5 meter, satt av Martin Koch i den österrikiska mästerskapen 19 oktober 2008.

## Övrigt
Med en åskådarkapacitet på 25.000 (inne på stadion, 35.000 totalt), tillhör Paul Ausserleitner-backen de allra största idrottsarenorna i Österrike.